# René Botteron
René Botteron (ur. 17 października 1954 w Glarus) – szwajcarski piłkarz grający na pozycji obrońcy. W swojej karierze rozegrał 65 meczów w reprezentacji Szwajcarii i strzelił w niej 2 goli.

## Kariera klubowa
Karierę piłkarską Botteron rozpoczynał w klubie FC Zürich. W sezonie 1972/1973 zadebiutował w nim w pierwszej lidze szwajcarskiej. W debiutanckim sezonie zdobył z klubem z Zurychu Puchar Szwajcarii. W sezonach 1973/1974 i 1974/1975 wywalczył mistrzostwa Szwajcarii, a w sezonie 1975/1976 sięgnął po dublet (mistrzostwo i puchar kraju). W FC Zürich grał do końca sezonu 1979/1980.
W 1980 roku Botteron przeszedł do niemieckiego 1. FC Köln. W Bundeslidze zadebiutował 16 sierpnia 1980 w wygranym 5:2 wyjazdowym meczu z Arminią Bielefeld. W sezonie 1981/1982 wywalczył z Köln wicemistrzostwo RFN.
Na początku 1982 roku Botteron został zawodnikiem belgijskiego Standardu Liège. W maju 1982 wystąpił z nim w przegranym 1:2 finale Pucharu Zdobywców Pucharów z Barceloną.
Latem 1982 roku Botteron wrócił do Niemiec i został piłkarzem 1. FC Nürnberg. Swój debiut w nim zanotował 21 sierpnia 1982 w meczu z Hamburgerem SV (2:2). W Nürnberg grał przez rok.
W 1983 roku Botteron przeszedł do FC Basel. Grał w nim do końca swojej kariery, czyli do końca sezonu 1986/1987.
| Sezon   | Klub           | Kraj       | Rozgrywki      | Mecze | Bramki |
| ------- | -------------- | ---------- | -------------- | ----- | ------ |
| 1972/73 | FC Zürich      | Szwajcaria | Nationalliga A | ?     | ?      |
| 1973/74 | FC Zürich      | Szwajcaria | Nationalliga A | ?     | ?      |
| 1974/75 | FC Zürich      | Szwajcaria | Nationalliga A | ?     | ?      |
| 1975/76 | FC Zürich      | Szwajcaria | Nationalliga A | ?     | ?      |
| 1976/77 | FC Zürich      | Szwajcaria | Nationalliga A | ?     | ?      |
| 1977/78 | FC Zürich      | Szwajcaria | Nationalliga A | ?     | ?      |
| 1978/79 | FC Zürich      | Szwajcaria | Nationalliga A | 32    | 14     |
| 1979/80 | FC Zürich      | Szwajcaria | Nationalliga A | 35    | 10     |
| 1980/81 | 1. FC Köln     | RFN        | Bundesliga     | 33    | 3      |
| 1981/82 | 1. FC Köln     | RFN        | Bundesliga     | 6     | 0      |
| 1981/82 | Standard Liège | Belgia     | Eerste klasse  | 14    | 1      |
| 1982/83 | 1. FC Nürnberg | RFN        | Bundesliga     | 32    | 1      |
| 1983/84 | FC Basel       | Szwajcaria | Nationalliga A | 4     | 0      |
| 1984/85 | FC Basel       | Szwajcaria | Nationalliga A | 28    | 0      |
| 1985/86 | FC Basel       | Szwajcaria | Nationalliga A | 24    | 3      |
| 1986/87 | FC Basel       | Szwajcaria | Nationalliga A | ?     | ?      |

## Kariera reprezentacyjna
W reprezentacji Szwajcarii Botteron zadebiutował 9 czerwca 1974 roku w zremisowanym 0:0 towarzyskim meczu ze Szwecją, rozegranym w Malmö. W swojej karierze grał w: eliminacjach do Euro 76, MŚ 1978, Euro 80, MŚ 1982 i Euro 84. Od 1974 do 1986 roku rozegrał w kadrze narodowej 65 meczów i strzelił w nich 2 gole.